# Relations entre la France et l'Union européenne
Les relations entre la France et l'Union européenne sont des relations verticales impliquant l'organisation supranationale et un de ses États membres.
La France est l'un des États fondateurs de l'Union européenne. Le pays a exercé 12 présidences du Conseil de l'Union européenne.

## Rapport entre le droit de l'Union européenne et le droit français

### Constitution
La Constitution française a dû être révisée à quatre reprises depuis 1992 :
- en 1992, au moment de la ratification du traité de Maastricht,
- en 1993 pour l'accord de Schengen,
- en 1999 pour le traité d'Amsterdam,
- en 2003 en ce qui concerne le mandat d'arrêt.

### Transposition
Chaque année, le Conseil de l'Union européenne adopte plus de 600 règlements et plus d'une centaine de directives, sur proposition de la Commission européenne.
En France, selon un rapport de Bernard Carayon de juillet 2006, la Délégation à l'Union européenne de l'Assemblée nationale a soumis 231 textes à la délibération des députés durant l'année parlementaire 2004-2005. Dans la majorité des cas, la loi a pour objet d'appliquer une disposition communautaire, soit au titre d’une transposition formelle, soit parce que la matière est de compétence communautaire.
Le secrétariat général du gouvernement estime que la proportion du droit communautaire dans la production législative est d'environ 60 à 70 % des textes nouveaux. Il est prévu de mesurer cette proportion.

## Positionnement vis-à-vis de l'Union européenne

### Opinion publique
En 2017, 57 % des Français estiment que la construction européenne est une bonne chose, contre 31 % de l'avis contraire.
Toutefois, de manière assez constante depuis les années 1990, l'opinion publique française se positionne assez négativement à l'égard de la construction européenne. En 2012, lors du vingtième anniversaire du référendum sur la ratification du Traité de Maastricht, une enquête d'opinion indique que si ce référendum avait de nouveau lieu, les électeurs français voteraient "non" à 64 %, soit une très large majorité (pour mémoire, le "oui" l'avait emporté de justesse en septembre 1992, à 51 %).
Un constat analogue est effectué en 2015 : dix ans après le rejet du projet de traité constitutionnel européen par 55 % des suffrages exprimés, un sondage montre que si les Français devaient de nouveau se prononcer, ils rejetteraient le même traité à 62 % soit une majorité encore plus nette que lors de la victoire du "non" le 29 mai 2005. En 2008, le Traité de Lisbonne a été ratifié par la France, par la voie parlementaire. Dans la mesure où son contenu équivaut globalement à celui du traité constitutionnel de 2005, cette ratification a souvent été jugée sévèrement tant par les anciens opposants au projet de traité constitutionnel que par certains analystes politiques, qui y voient parfois une "trahison démocratique" ou en tout cas un contournement du vote populaire de 2005. Cet épisode aurait durablement entretenu la défiance de nombre de citoyens français à l'égard de la construction européenne. En février 2019, le Centre d'études de politique européenne de Fribourg diffuse un rapport d'analyse, selon lequel la France serait, avec l'Italie, parmi les pays sur lesquels l'introduction de la monnaie unique aurait eu les impacts économiques les plus négatifs. La diffusion de ce rapport a plusieurs fois été utilisée par les détracteurs français de l'euro et de l'Union européenne.
À la suite du Brexit, quelques enquêtes d'opinion ont été réalisées auprès du public français au sujet d'un hypothétique Frexit. Lors d'une enquête Ifop réalisée en février 2022 pour Génération Frexit, 63 % des personnes interrogées se déclarent favorables à l'organisation d'un référendum sur l'appartenance de la France à l'Union européenne. Toutefois, d'autres enquêtes, portant cette fois sur le sens dans lequel les électeurs français se prononceraient si un tel référendum avait lieu, montrent au contraire que les Français ne se prononceraient très probablement pas en faveur du retrait de la France de l'Union européenne.
En définitive, si l'europhobie reste assez minoritaire parmi les Français, l'euroscepticisme, lui, apparaît au contraire assez répandu. La relation qu'entretient l'opinion publique française à l'égard de l'Union européenne se révèle donc assez complexe. En janvier 2022, lors de la prise d'effet de la présidence française de l'Union européenne, un article du quotidien économique Les Echos, rédigé sur la base d'un sondage Elabe, relève que la question européenne divise profondément l'opinion publique française : "Interrogés sur l'intérêt d'appartenir à l'UE, les sondés se divisent en trois camps : 39 % Français estiment ainsi que l'Europe apporte autant d'avantages que d'inconvénients ; 33 % affirment que les inconvénients sont plus importants et 27 % pensent au contraire que les avantages sont supérieurs aux inconvénients". 
L'opinion française se positionne en définitive de manière assez critique à l'égard de l'Union européenne. Ce constat semble confirmé par le résultat du premier tour de l'élection présidentielle française de 2022, où les candidats généralement considérés comme "europhobes" ou "eurosceptiques" ont totalisé 56 % des suffrages exprimés.

### Partis politiques

#### Partis eurosceptiques
Les mouvements souverainistes sont soit de nature eurosceptique, soit altereuropéens (pour une Europe différente).
À droite et à l'extrême droite, Philippe de Villiers, le président du Mouvement pour la France fait partie des figures les plus emblématiques de l'euroscepticisme de droite. L'extrême droite est également largement opposée à la construction européenne actuelle, son principal représentant, le Front national dispose de plusieurs députés au Parlement européen. Cependant le souverainisme est loin d'être exclusif à la droite nationaliste. L'euroscepticisme s'exprime entre autres chez les gaullistes comme Debout la République de Nicolas Dupont-Aignan, ou encore des personnalités comme Charles Pasqua.
À gauche et à l'extrême gauche, l'euroscepticisme est également présent, avec en particulier le républicain Jean-Pierre Chevènement et son parti le Mouvement républicain et citoyen (MRC). L'euroscepticisme marqué à l'égard du Traité établissant une constitution pour l'Europe a notamment causé des dissensions internes au sein du Parti socialiste lors du référendum de 2005, en effet une majorité assez claire des militants s'est prononcée en interne pour soutenir le projet de traité, mais plusieurs dirigeants comme Laurent Fabius ont fait campagne pour le « non ». D'autres formations comme Les Verts ont connu une situation similaire et sont traversées par des courants divergents sur l'avenir de la construction européenne. Des formations de gauche comme le Parti communiste français ou le Parti de gauche de Jean-Luc Mélenchon prônent une réorientation des politiques européennes. On peut également trouver des eurosceptiques au sein de l'extrême gauche notamment trotskiste, la Ligue communiste révolutionnaire, et aujourd'hui le Nouveau Parti anticapitaliste (NPA) sont très critiques à l'égard de l'Union européenne, tout comme Lutte ouvrière ou encore le Parti ouvrier indépendant qui prône une rupture nette avec l'Union européenne.

## Relations

### Domaine économique
La France est un contributeur net du budget de l'Union Européenne. Depuis 1992, les versements de la France à l'UE ainsi que sa contribution nette ont augmenté. La France versait 10,5 milliards d'euros à l'UE en 1992 pour 22 milliards en 2015; sa contribution nette était de 2 milliards en 1992 contre 8 milliards en 2015. L'année 2008 marque un tournant vers un plus fort engagement budgétaire de la part de la France, dans un contexte de récession économique globale. Les principaux apports de l'Union Européenne à l'économie française sont la Politique agricole commune et l'accès au marché commun européen.

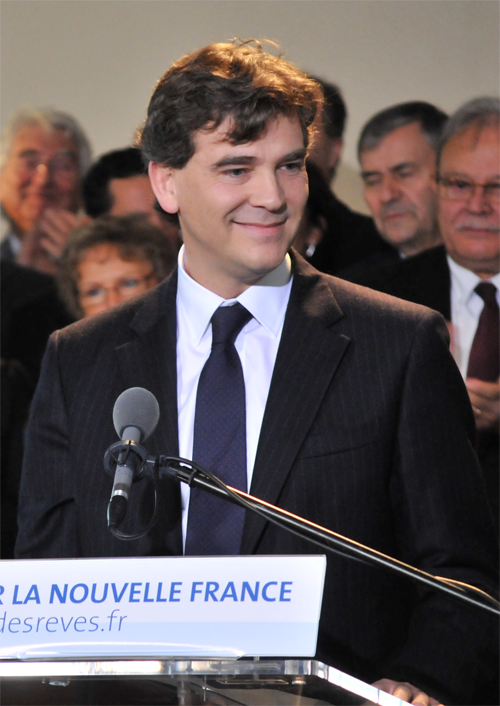
Arnaud Montebourg, ministre de l'Économie et du Redressement productif entre 2012 et 2014.

Il arrive que la France s'oppose à l'Union Européenne lorsqu'elle défend sa souveraineté fiscale ou adopte des politiques relevant du patriotisme économique. Ainsi, à l'occasion de la promulgation en 2014 du décret "Montebourg", la France a renié les engagements internationaux conclus à l'échelle européenne et a atteint le principe de la liberté des capitaux en Europe.

### Diplomatie
En 2018, Amnesty International révèle que la France a continué à livrer des armes à l'Égypte alors que le Conseil des affaires étrangères de l'UE avait convenu d'une suspension des licences d'exportations vers l'Égypte de tels matériels.

### Référénces
1. ↑  À armes égales, rapport de Bernard Carayon, juillet 2006.
2. ↑  Cité par Bernard Carayon, [PDF] « À armes égales », rapport au Premier ministre, juillet 2006, p. 29.
3. ↑  « Sondage : 70 % des Français opposés à une sortie de la France de l’UE », Public Senat,‎ 29 mars 2017 (lire en ligne, consulté le 21 novembre 2018)
4. ↑  « EUROPE. Maastricht : les Français voteraient “non” à 64 % », sur lejsl.com, Le Journal de Saône et Loire, 18 septembre 2012 (consulté le 15 novembre 2023).
5. ↑  https://www.vie-publique.fr/fiches/20316-comment-le-traite-de-lisbonne-t-il-ete-ratifie
6. ↑  https://reporterre.net/Le-traite-de-Lisbonne-est-une-trahison-de-la-democratie
7. ↑  https://www.lesechos.fr/monde/europe/dans-la-zone-euro-labsence-de-reformes-coute-cher-994217
8. ↑  Zennou 2016
9. ↑  « SONDAGE EXCLUSIF - L’Europe continue de diviser profondément les Français », Les Échos,‎ 6 janvier 2022 (lire en ligne, consulté le 15 novembre 2023).
10. 1 2  Christophe Bouillaud et Emmanuelle Reungoat, « Tous des opposants ? », Politique européenne,‎ 1er juin 2014, p. 9–45 (ISSN 1623-6297, lire en ligne, consulté le 2 mai 2016).
11. ↑  Robert Harmsen, « L'Europe et les partis politiques nationaux : les leçons d'un “non-clivage” », Revue internationale de politique comparée, vol. 12,‎ 1er mars 2005, p. 77–94 (ISSN 1370-0731, lire en ligne, consulté le 2 mai 2016).
12. ↑  (en) Aleks Szczerbiak et Paul A. Taggart, The party politics of euroscepticism in EU member and candidate states, Sussex European Institute Working Paper, 2002 (lire en ligne), chap. 46.
13. 1 2 3  « Contribution de la France au budget de l'Union européenne | ComptesPublics.fr », ComptesPublics.fr,‎ 11 novembre 2016 (lire en ligne, consulté le 21 novembre 2018)
14. ↑  « Décret « Montebourg »: La défense des intérêts nationaux français face aux capitaux étrangers | Le Petit Juriste », sur www.lepetitjuriste.fr (consulté le 21 novembre 2018)
15. ↑  « La France « au cœur de la répression » en Égypte », Orient XXI,‎ 19 octobre 2018 (lire en ligne, consulté le 21 novembre 2018)